# Svět Písně ledu a ohně
Většina děje fantasy cyklu Píseň ledu a ohně se odehrává na světadíle zvaném Západozemí, který se rozprostírá v severojižním směru a zasahuje do několika podnebných pásem, od polárního na severu až po subtropické na jihu. Na východě od Západozemí se rozkládá světadíl Východozemí, oddělený od něj Úzkým mořem. Jižně od Západozemí za Letním mořem se rozkládají Letní ostrovy.

## Západozemí
Západozemí (v původním znění Westeros) téměř celé tvoří Sedm království, říše nazvaná podle počtu království, jejichž sjednocením před třemi stoletími vznikla. Vládne jí král z Železného trůnu v hlavním městě Královo přístaviště. V době, v níž se odehrává příběh knihy, se říše dělí na devět oblastí, jednu pod přímou vládou krále a osm provincií, jejichž vládci je spravují jako leníci krále. Následující seznam míst je uspořádán podle těchto devíti oblastí.
- Sever – chladná a řídce osídlená oblast na severu Západozemí. Ovládána rodem Starků.
  - Bílý přístav – je město a hlavní středisko obchodu s okolními zeměmi. Sídlo rodu Manderlyů.
  - Vdovina věž – hrad na jih od Hrůzova, sídlo Flintů ze Vdoviny věže.
  - Hrůzov – mocná pevnost na východ od Zimohradu, sídlo rodu Boltonů
  - Karská bašta – pevnost na východ od Hrůzova, sídlo rodu Karstarků.
  - Medvědí ostrov – malý a nehostinný ostrůvek v Zálivu ledu. Ovládán rodem Mormontů.
  - Pahorek v Hlubokém lese – nevýznamný hrad na severu, blízko k pobřeží. Sídlo rodu Gloverů.
  - Torrhenův dvůr – pevnost na západ od Zimohradu, sídlo rodu Tallhartů.
  - Mohylov – menší město spravující Území mohylových hrobů. Sídlo rodu Dustinů.
  - Zlatotráva – pevnost poblíž Mohylova, sídlo rodu Stoutů.
  - Pramínky – oblast sousedící s Územím mohylových hrobů. Sídlo rodu Ryswellů.
  - Hrnčířov – malý hrádek na jih od Zimohradu, sídlo rodu Cerwynů.
  - Šíje – bažinaté nejužší místo Západozemí, probíhá jím hranice mezi Severem a Říčními kraji.
    - Kailinská držba – pevnost bránící přechod přes Šíji na sever. Kdysi to bývala velká pevnost, ale čas a stoupání bažin z ní udělaly napůl potopenou ruinu.
    - Stráž u Šedé vody – tajemstvím opředené sídlo rodu Reedů, nacházející se kdesi v bažinách. Obyvatelé okolních bažin pomáhají chránit Šíji proti útokům z jihu.

  - Zeď – hradba z ledu dlouhá asi 480 kilometrů a vysoká 200 metrů na dálném severu bránící Sedm království proti divokým nájezdníkům, kteří žijí na sever od ní. Byla postavena za pomocí kouzel před osmi tisíci roky. Udržuje a střeží ji Noční hlídka.
    - Černý hrad – pevnost u úpatí Zdi, má podobu několika samostatných věží a jiných budov, není obehnán hradbami; sídlo Noční hlídky. Osádka Černého hradu čítá 600 mužů.
    - Stínová věž – pevnost u konce Zdi hluboko v horách. Osádka věže čítá 200 mužů.
    - Východní hlídka u moře – pevnost u konce Zdi a jediný přístav Noční hlídky.

  - Poslední krb  - sídlo rodu UmberůVěž hradu Ward, která byla v seriálu použita jako část Zimohradu

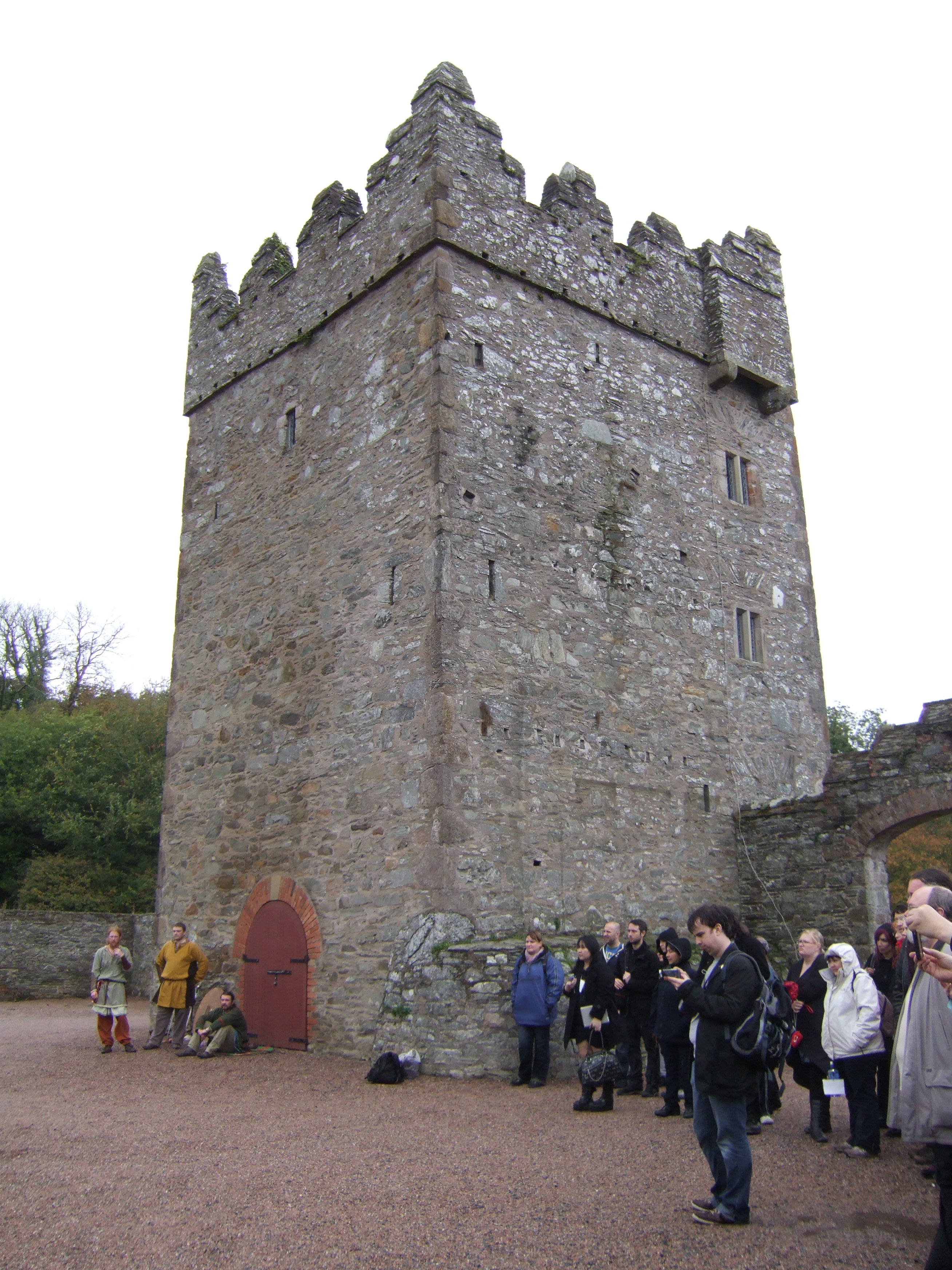
Věž hradu Ward, která byla v seriálu použita jako část Zimohradu

  - Zimohrad (Winterfell) je hlavní sídlo Severu, jednoho ze Sedmi království. Leží na Královské cestě spojující Královo přístaviště se Zdí. Sídlo rodu Starků. Po 8000 let je sídlem rodu Starků, strážců Severu. Podle pověstí jej v Úsvitu věků dal postavit Brandon Stavitel. Hrad je obestavěn dvojitými hradbami, z nichž vnitřní jsou vysoké až 100 stop (30,48 metrů) a vnější jen 80 stop (24,38 metrů). V kruhu hradeb se nachází mnoho budov z různých období a boží háj. Po celém hradu jsou rozvody teplé vody, která vyvěrá na povrch v božím háji. Lidé z okolí věří, že tyto vody ohřívá dech draka, který spí v podzemích Zimohradu. V těchto podzemích jsou uloženi všichni lordi a Králové Severu z rodu Starků. V podhradí je Zimní městečko.
- Říční krajiny – úrodná oblast ve středu Západozemí, protkána mnoha řekami. Ovládána rodem Tullyů.
  - Dvojčata – dvě věže, spojené mostem přes Zelený bodec. Sídlo rodu Freyů, lordů z Přechodu.
  - Harrenhall – prastarý, polorozpadlý a nestvůrně velký starodávný hrad na severním břehu jezera Boží oko. Sídlo rodu Whentů.
  - Ostrov tváří – ostrov uprostřed jezera Boží oko na jihovýchodě Říčních krajů s hájem čarostromů.
  - Řekotočí – vodní hrad na soutoku řek Červený bodec a Rejdivý proud. Sídlo rodu Tullyů.
  - Trojzubec – řeka, která vzniká soutokem Červeného bodce, Modrého bodce a Zeleného bodce; na východě Západozemí se vlévá do moře; u Trojzubce se odehrála bitva, v níž Robert Baratheon zabil prince Rhaegara Targaryena.
  - Růžovpanenský hrad – sídlo rodu Piperů.
  - Kamenoplot – sídlo rodu Brackenů.
  - Havranostrom – sídlo rodu Blackwoodů.
  - Darry – starý hrad, během Války pěti králů několikrát vypleněn. Bývalé sídlo rodu Darryů. Po smrti posledního Lorda Darryho předán korunou Seru Lancelu Lannisterovi.
  - Poutníkova křižovatka – sídlo rodu Vanceů z Poutníkovy křižovatky.
  - Atranta – sídlo rodu Vanceů z Atranty.
- Železné ostrovy – souostroví při západním pobřeží Západozemí v sousedství Západu a Říčních krajů. Ovládány rodem Greyjoyů.
  - Štít – pevnost, vystavěná na skalách čnějících z moře. Sídlo rodu Greyjoyů.
- Údolí Arryn (nebo jen Údolí) – převážně hornatá krajina, osídlení se soustřeďuje v údolích a na pobřeží. Ovládáno rodem Arrynů.
  - Orlí hnízdo – obtížně přístupná horská pevnost v Měsíčních horách tyčící se vysoko nad údolím. Sídlo rodu Arrynů.
  - Prsty – pět nehostinných poloostrovů vybíhajících do moře. Na nejmenším z Prstů má svůj hrádek i lord Petyr Baeliš, odtud zvaný „Malíček“.
  - Město racků – město daleko na východ od Orlího hnízda. Jedná se o největší obchodní centrum v Údolí Arryn. Je pod správou rodu Graftonů.
- Západ – hornatá oblast na západ od Říčních krajin, nalézají se zde velká naleziště zlata. Ovládán rodem Lannisterů.
  - Casterlyova skála – pevnost na vrcholu skály provrtané mnoha tunely nad mořským zálivem. V těsném sousedství pevnosti se nacházejí zlaté doly. Sídlo rodu Lannisterů.
  - Lannisport - jedno z pěti měst Západozemí
  - Zlatý zub – hrad ukrytý ve skalách, chránící průsmyk směřující do Říčních krajin. V jeho blízkosti se nacházejí zlaté doly. Sídlo rodu Leffordů.
- Korunní země – oblast kolem Králova přístaviště, zahrnující i ostrovy okolo Dračího kamene. Ovládáno vždy královským rodem.
  - Dračí kámen – hrad na stejnojmenném ostrově sopečného původu u východního pobřeží Západozemí. Pradávné sídlo rodu Targaryenů, od Robertovy rebelie sídlo lorda Stannise Baratheona.
  - Driftmark – ostrov poblíž Dračího kamene. Sídlo starobylého rodu Velaryonů.
  - Klepeto – ostrov poblíž Prasklého výběžku. Sídlo rodu Celtigarů.
  - Růženín – hrádek na sever od Králova přístaviště. Sídlo rodu Rosbyů.
  - Stokeworth – sídlo rodu Stokeworthů.
  - Šerodol – městečko na sever od Králova přístaviště, sídlo rodu Rykkerů.Chorvatský Dubrovnik, který v seriálu posloužil jako Královo přístaviště. Na obrázku konkrétně bojiště Oberyna Martella a Gregora Cleganea.

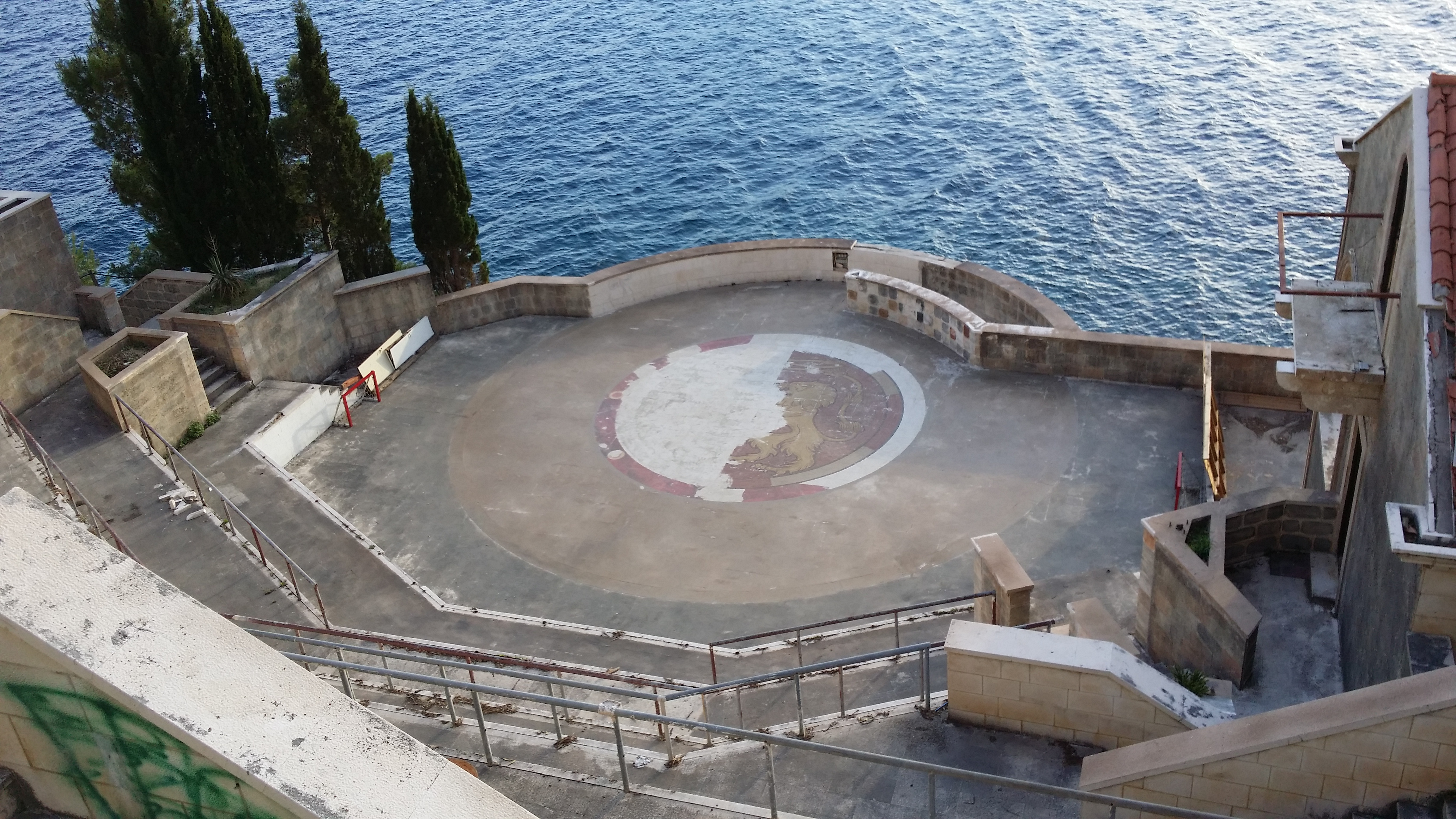
Chorvatský Dubrovnik, který v seriálu posloužil jako Královo přístaviště. Na obrázku konkrétně bojiště Oberyna Martella a Gregora Cleganea.

  - Královo přístaviště (King’s Landing) je hlavní město Sedmi království, sídlo krále. Královo přístaviště se nachází na východním břehu Západozemí. Kolem města vede Královská cesta a město samotné se nachází na ústí Černovodého proudu a v Černovodém zálivu. Dominanta Králova přístaviště je Železný trůn a Rudá Bašta, která je sídlem krále Sedmi království. Hlavní město je obehnáno hradbou, na které stráží Městské hlídky, jinak také Zlaté pláště. Královo přístaviště je lidnaté, nevzhledné a špinavé město ve srovnání s jinými městy v Západozemí. Chudinské čtvrti se ale nacházejí až za hradbami Králova přístaviště a proto odpadky mohou v klidu hnít za hradbami města. Na jih od města je Královský les, dál na jih se po Královské cestě nachází Bouřlivý konec. Na západě a cestou po Zlaté cestě (na západní konec Západozemí) je Casterlyova skála a Lannisport. Směrem na sever je Růženín. Východ od Králova přístaviště zaujímá Černovodý záliv.
- Rovina – rovinatá krajina na jihozápadě zahrnující nejúrodnější oblasti Západozemí. Ovládána rodem Tyrellů.
  - Staré město – po Králově přístavišti největší město v Západozemí. Nachází se zde Citadela, jediné shromaždiště učenců v Západozemí. Sídlo rodu Hightowerů.
  - Stráž u Jasné vody – hrad mezi Starým městem a Vysokou zahradou, sídlo rodu Florentů.
  - Vysoká zahrada – rozsáhlý hrad o několika úrovních na cestě spojující Královo přístaviště a Staré město. Sídlo rodu Tyrellů.
  - Jasanobrod – hrad na východ od Vysoké zahrady. Sídlo rodu Ashfordů.
- Bouřlivé krajiny – na jihovýchodě Západozemí, pojmenované podle silných bouří bičujících tamní pobřeží. Ovládány rodem Baratheonů.
  - Bouřlivý konec – jeden z nejpevnějších hradů Západozemí s hradbami chráněnými kouzly. Sídlo rodu Baratheonů.
  - Noční píseň – hrad na Dornských blatech, strážící ze severní strany Princův průsmyk. Sídlo rodu Caronů.
  - Estermont – malý ostrov na východ od Bouřlivých krajin. Ovládaný rodem Estermontů.
    - Zelenokámen – sídlo rodu Estermontů.
- Dorne – nejjižnější oblast Západozemí, hornatá s horkým podnebím, plná pouští. Ovládána rodem Martellů.
  - Hvězdopad – hrad na pobřeží mořského zálivu na západě Dorne. Sídlo rodu Dayneů.
  - Sluneční oštěp – hrad na východním konci Dorne. Sídlo rodu Martellů.

### Za Zdí
Na sever od Sedmi království, tedy za Zdí, se nachází nikým neovládaná a velmi řídce osídlená oblast, jejíž přesné hranice jsou neznámé. Jedinými obyvateli této pusté země jsou divocí, vedeni Mancem Nájezdníkem, Králem za Zdí, obři, vedení Mocným Magem a Jiní, podivné nelidské bytosti neznámého původu. Za Zdí také údajně přežívají poslední zástupci Dětí lesa, tajemné prastaré rasy. Jedinými významnými místy za zdí jsou:
- Mrazokly – hory na západ od Začarovaného hvozdu.
- Skagos – ostrov na východ od Zdi, obývaný kanibaly.
- Storroldův mys – poloostrov na východ od Začarovaného hvozdu.
  - Tvrdodomov – kdysi jediné město za Zdí, nyní již jen ruiny.
- Thenn – tajemná země na sever od Začarovaného hvozdu, obývaná lidem Thennů.
- Začarovaný hvozd – legendami opředený les na sever od Zdi.
  - Bělostrom – z neznámého důvodu opuštěná vesnice na půl cesty mezi Krasterovou baštou a Černým hradem.
  - Krasterova bašta – malá osada obývaná Krasterem, jenž nekleká před nikým, a jeho ženami. Občasné útočiště bratrů Noční hlídky.
  - Pěst prvních lidí – ruiny prastaré pevnosti na okraji Začarovaného hvozdu.
- Země věčné zimy – oblast na nejvzdálenějším severu, kde končí Začarovaný les a kam se nikdy nedostali členové Noční hlídky, předpokládané sídlo Bílých chodců.

## Východozemí
Východozemí nebo také Essos

### Svobodná města
Na západě Východozemí, na pobřeží Úzkého moře, se rozkládá devět městských států zvaných Svobodná města čile obchodujících se Sedmi královstvími. Jsou to:
- Braavos – na severozápadním pobřeží Essosu, rozkládá se na mnoha ostrůvcích uvnitř pobřežní laguny. Nachází se v něm slavná Železná banka, u které má mnoho půjček a vkladů spousta lidí ze Západozemí a Svobodných měst. (Scény se natáčely v chorvatském Kaštelu Gomilica)
- Lorath – se nachází na ostrově u severního pobřeží Essosu, daleko od obchodních cest a je tak nejizolovanější a zároveň nejchudší, nejmenší a nejméně zalidněné ze všech devíti Svobodných měst.
- Lys – malé kupecké město, které se nachází na slunečném a úrodném ostrově jenž je pokryt palmami a ovocnými stromy obklopen modrozelenými vodami plnými ryb.
- Myr – přístavní město, které je považováno za jedno z nejvyspělejších ze všech Svobodných měst, proslulé nejen svými majáky ale taky uměním a učením.
- Norvos - ,,Velký Norvos  ve vnitrozemí Essosu , mezi Pentos a Qohor
- Pentos – na západním pobřeží Essosu v mořském zálivu
- Qohor - město čarodějů, nejvýchodnější město v západním Essosu
- Tyroš - ostrovní město v západní části Essosu, město obchodu a války.
- Volantis – největší ze Svobodných měst, jediné zbylé sídlo starých Valyrijců.

### Dothracké moře
Na severovýchod od Svobodných měst a na sever od Zálivu otrokářů se nachází Dothracké moře, obrovská planiny pokrytá travou, ovládaná kočovnými barbarskými Dothraky. Jediným sídlem v této oblasti je Vaes Dothrak, obrovské tábořiště, kam čas od času zajedou Dothrakové ze svých nájezdů. Je zde obrovská sbírka ukradených soch bohů ze všech koutů známého světa.

### Valyrie a Záliv otrokářů
Na jih od Dothrackého moře a na východ od Svobodných měst se nachází zbytky poloostrova Valyrie a Záliv otrokářů, domovina Ghiskarců. Oblast je plná pouští, většina obyvatel tak bydlí v některém z obřích měst na pobřeží Zálivu.
- Astapor – přezdívané Rudé město, leží na jih od Yunkai. Město je známé trénováním Neposkvrněných, nejlepších vojáků na světě.
- Meereen – největší město Zálivu otrokářů. Město je proslulé svými bojovými jámami, kde se trénují nejlepší otroci-zápasníci na světě.
- Yunkai – přezdívané Žluté město, nachází se mezi Meereenem a Astaporem. Město proslulo svými postelovými otrokyněmi.
- Valyrie – trosky kdysi mocného města a centra velké říše zničeného přírodní katastofou (Zkázou), nacházejí se na ostrově při jižním pobřeží Východozemí. Z města pochází rod Targaryenů.

### Dálný Východ
Dále na východ od Zálivu Otrokářů už je jen málo měst. Velkou část této oblasti zabírá Rudá pustina, nehostinná oblast na východ od Dothrackého moře. Všechny zbývající významná místa jsou:
- Ašaj u Stínozemí – pověstmi opředné město na kraji (pro Západozemce) známého světa, střežící Šafránový průliv, údajně sídlo mocných čarodějů a místo původu draků.
- Nový Ghis – ostrov ležící na jihovýchod od Zálivu otrokářů. Jeho obyvatelé se považují za nástupce Impéria Starého Ghisu, které vládlo celému Zálivu otrokářů a dalším zemím, ještě před vzestupem Valyrie. Vojáci Nového Ghisu, jsou vyzbrojeni a cvičeni po vzoru Neposkvrněných, ale na rozdíl od nich se jedná o svobodné muže, sloužící tři roky.
- Baysabhad
- Kayakayanaya
- Qarth – obrovské město na pobřeží Jadeitového průlivu, na kraj Rudé pustiny. Těží z obchodu mezi Dálným východem a Zálivem otrokářů
- Samyriana – (Shamyriana) opevněné kamenné město vytesané do skály
- Vaes Tolorro – opuštěné město na okraji Rudé pustiny, pravděpodobně zničené Dothraky.
- Yi Ti – země ležící mezi Qarthem a Ašají, plná deštných pralesů

## Jihozemí
Jihozemí (V původním znění Sothoros) se nachází na jih od Východozemí, to je však z větší části zarostlé deštným pralesem.
- Naath – ostrov blízko Jihozemského pobřeží, obýván nesmírně mírumilovným lidem. Častý cíl nájezdů ze Zálivu otrokářů.
- Letní ostrovy
- Ostrovy bazilišek
- Baziliškův bod
- Zelené peklo
- Wyvern bod
- Yeen
- Zamettar